# 約翰四世 (拿騷)
約翰四世（Johann IV. von Nassau，1410年8月1日—1475年2月3日），英格爾貝特一世之子，是拿騷-錫根伯爵（1442—1475）。他同時也是荷蘭布雷達的統治者。有兩個兒子：英格爾貝特二世以及約翰五世。

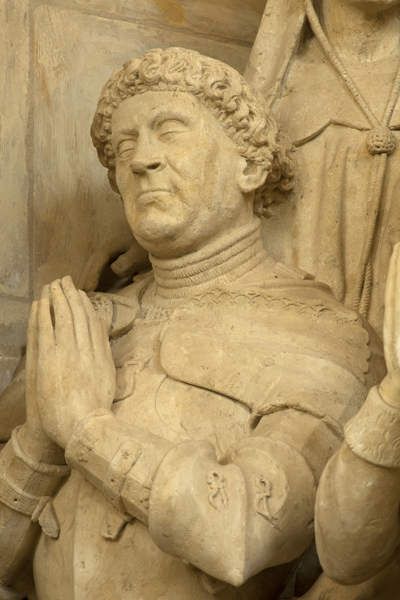
約翰四世